# Departamento Chinandega
Chinandega ist ein Departamento im äußersten Westen von Nicaragua.
Die Hauptstadt von Chinandega ist die gleichnamige Stadt Chinandega. Das Departamento hat eine Fläche von 4.926 km² und eine Bevölkerungszahl von rund 450.000 Einwohnern (Berechnung 2006), was einer Bevölkerungsdichte von etwa 91 Einwohnern/km² entspricht.
Chinandega ist geprägt von Landwirtschaft. Hauptprodukte sind Rum aus Zuckerrohr sowie Bananen und Erdnüsse. 
Das Departamento Chinandega ist in 13 Municipios unterteilt:
1. Chichigalpa
2. Chinandega
3. Cinco Pinos
4. Corinto
5. El Realejo
6. El Viejo
7. Posoltega
8. Puerto Morazán
9. San Francisco del Norte
10. San Pedro del Norte
11. Santo Tomás del Norte
12. Somotillo
13. Villa Nueva